# Adri Embarba
Adrián Embarba Blázquez (Madrid, 7 de maio de 1992), mais conhecido como Adri Embarba, é um futebolista profissional espanhol que atua como atacante.

## Carreira
Adrián Embarba começou a carreira no Marchamalo.

## Títulos
Rayo Vallecano
- Segunda Divisão Espanhola: 2017–18[2]

Espanyol
- Segunda Divisão Espanhola: 2020–21[3]